# 第七のヴェール
『第七のヴェール』（だいななのヴェール、原題：The Seventh Veil）は、1945年のイギリスのドラマ映画。監督はコンプトン・ベネットで、1946年のアカデミー脚本賞を受賞した。本作のタイトルは、サロメがヘロデ・アンティパスの前で踊ったという《7つのヴェールの踊り》にちなんでいる。また、ピアノに関連した多くのクラシック音楽が使用されている。なお、ミューア・マシソンの指揮するロンドン交響楽団とピアニストのアイリーン・ジョイスが音楽を演奏している。

## 登場人物
| 人物名                   | 原語                | 配役                   | 役柄                                                  |
| ------------------------ | ------------------- | ---------------------- | ----------------------------------------------------- |
| ニコラス・カニンガム     | Nicholas Cunningham | ジェームズ・メイソン   | フランチェスカの父のまた従兄弟 金持ちで足に障害をもつ |
| フランチェスカ           | Francesca           | アン・トッド           | 自殺を図った女性、ピアニスト                          |
| ラーセン博士             | Dr. Larsen          | ハーバート・ロム       | 精神科医                                              |
| ピーター・ゲイ           | Peter Gay           | ヒュー・マクダーモット | フランチェスカの恋人、ジャズ・トランペット奏者        |
| マックスウェル・レイデン | Maxwell Leyden      | アルバート・リーベン   | フランチェスカの恋人、画家                            |
| スーザン・ブロック       | Susan Brook         | イヴォンヌ・オーウェン | 少女時代のクラスメート                                |
| ケンドール博士           | Dr. Kendall         | デイヴィッド・ホーン   | 医師                                                  |
| アーヴィング博士         | Dr. Irving          | マニング・ワイリー     | 医師                                                  |
| 看護師                   | Nurse               | グレイス・アラーダイス | －                                                    |
| パーカー                 | Parker              | アーネスト・デイヴィス | ニコラス家の執事                                      |
| ジェームズ               | James               | ジョン・スレイター     | ニコラス家の召使                                      |

## ストーリー
映画は若い女性が病院から逃げ出し、川へ身投げするショッキングな光景から始まる。彼女はすぐに救助され、再び病院で医師の手当てを受けている。新たに診察に携わることになった精神科医のラーセン博士はこの病院の担当医にフランチェスカの病状や彼女の経歴などを細かく質問する。彼女はコンサート・ピアニストであることなどが知らされる。ラーセン博士は彼女を催眠状態にし、彼女の深層心理を分析することで、心に負った傷を治療しようとする。ケンドール博士は患者のプライバシーを侵害するようだと懸念を表明する。ラーセン博士はサロメの七つのヴェールについて説明する。つまり、自制、羞恥心、恐れ、それらは友達に似ている。友人にはこういったヴェールを3から4枚ははがす。恋人には6枚までははがすこともある。しかし、7枚目のヴェールがはがされることはないと言う。サロメはドラマの中で第7のヴェールを取り去ったが、これは一般的な話ではないと説得する。
ラーセン博士は麻酔薬を注射して仮睡させた上で、催眠治療に取り掛かり、フランチェスカかから話を聞き出し始める。最初の話は少女時代の学生生活、当時彼女は14歳の頃友達のスーザンと悪ふざけをしていた。ある日学校に遅刻して手を鞭打たれたため、ピアノが上手く引けなくなり、王立音楽学校への試験に落第して自信を失ってしまう。そして、その年に父が他界し、母は彼女が6歳の時に既に亡くなっていたため、やむなく親戚（父のまた従兄弟）のニコラスに預けられることになった。彼は独身主義者で、彼の家にはフランチェスカ以外には女性はいないと説明される。ある日、フランチェスカが家に飾ってある女性の肖像画は誰かと問うと、ニコラスの母で、彼女は死んではいないと言う。それ以上詮索するとニコラスが怒るので、執事のパーカーは詳細については話さない。パーカーが去った後召使いのジェームズが、ニコラスが12歳の時に彼の母はある歌手と駆け落ちし、新聞沙汰にもなったと教える。この家の男たちは皆礼儀正しいが冷たい雰囲気なので、フランチェスカは疎外感を感じるようになる。そして、挨拶以外は打ち解けた話をしないニコラスとのコミュニケーションに不安を感じる。
そんなある日、学校のダンカン先生からニコラス宛ての手紙が届く、それにはフランチェスカの成績や礼儀正しさ、内気さといったことのほかに音楽の才能にも言及されていた。ニコラスは自らピアノをショパンの『前奏曲第７番』とモーツァルトの『ピアノ・ソナタ１６番』を演奏し、フランチェスカにも演奏させ、彼女の才能を確認する。それから、ニコラスはフランチェスカに毎日3～4時間ピアノのレッスンを施し、彼女の演奏は目覚ましい進歩を遂げる。ニコラスは演奏者としては凡庸な存在であったが、音楽への深い理解をもち、優れた指導者であった。そして、ニコラスは自分が彼女に教えることはなくなったと考え、彼女に王立音楽大学で専門教育を受けさせることを決断する。フランチェスカは喜びを爆発させ、ニコラスに抱き着くが、彼は不快感を顕わにし、二度とこんなことをするなと冷たく彼女を突き放す。この後3カ月間はニコラスとフランチェスカの接触はなく、彼女は大学で幸福感に包まれ、勉学に勤しむことになる。彼女はある日、レストランでアメリカの学生ピーターと出会う。彼は夜はジャズ・バンドでサキソフォンを吹き、働いていた。やがて、二人はデートを重ね、恋に落ちる。
ある日、ニコラスはフランチェスカにピアノを演奏させ、進捗状況を確認しようとするが、彼女は粗雑に演奏してみせて、ニコラスを怒らせてしまう。その後、フランチェスカは池のボートの上で、ピーターと二人きりになると彼に求愛する。彼が快く応じると、彼女はその夜、ニコラスに伝えるため、彼の帰りを待った。彼女が必死の思いで、ピーターと婚約したと伝えると、彼は意に介さぬように冷たくあしらい、ピアノの勉強のために明日パリに出発するから、荷物を纏めるよう指示する。彼女はピーターと結婚するのだから、パリには行かないと言う。ニコラスは「フランチェスカはまだ１７歳で、21歳までは自分が法律上の後見人なので、私に従わなければならない」と主張し「分かったら、寝なさい」と言う。彼女は絶望するが、やむなく彼に従う。
それからの7年間はパリ、ウィーン、ミラノ、ローマでの音楽修業の日々となり、コンサート・ピアニストへの道を歩むことになる。そして、ヴェネツィアで初めてのコンサートが実現する。少女時代の友達のスーザンが楽屋に押しかけて来て、興奮して昔話などを畳み掛けると客席に去って行く。オーケストラとの共演で、グリーグの『ピアノ協奏曲』を演奏し成功するが、彼女はスーザンとの会話から少女時代に手を鞭打たれてまともに演奏できなかった悪夢を思い出してしまい、心理的ストレスから終演後、気絶してしまう。
コペンハーゲンのオペラ・ハウスでロベルト・シューマンの『ピアノ協奏曲』の演奏会の際、ニコラスが楽屋に現れ、ロンドンでの演奏会への出演依頼が来たと伝え、受諾するかと訊くので、彼女は受けることにする。ロンドンではミューア・マシソンの指揮するロンドン交響楽団との共演でラフマニノフの『ピアノ協奏曲第2番』を演奏する。舞台袖から見守るニコラスは上々の出来に満足な様子である。しかし、彼女が求めていたのはピーターとの再会であった。彼女は以前ピーターが働いていたジャズ・クラブを探し回って、ようやくピーターのジャズ・バンドを見つけ出す。彼女はピーターと踊るが、それ以上のことは話したがらない。
ラーセン博士はやむなく話題を変え、マックスとの関係を聞き出そうとする。ニコラスはマックスウェル・レイデンという画家の才能に惚れこみ、彼にフランチェスカの肖像画を描くよう依頼する。フランチェスカがマックスに紹介されると彼女は肖像画なんて要らないと言う。肖像画の制作が貴方の創作活動の妨げになるでしょうと言い、肖像画の制作を拒否する。しかし、結局、彼女の肖像画の制作を依頼することになる。彼女は肖像画のモデルを務めている内に、マックスは彼女の美しさに惹かれ、愛を告白する。彼女は最初は自分の人生は音楽によって満ち足りているので、男性を愛することなど必要ないと考える。しかし、徐々にマックスへの愛情を自覚し、二人は愛し合うようになる。マックスはニコラスの束縛から離れて、イタリアへ二人で旅行しようと提案し、彼女は同意する。
フランチェスカはこの旅行の話をすると、ニコラスは結婚するつもりなのかと訊くが、まだわからないと答える。ニコラスは心を揺さぶられる。フランチェスカがピアノの練習をしていると、ニコラスがやって来る。彼女がベートーヴェンの『悲愴ソナタ』の第２楽章を幸せそうに演奏していると、ニコラスは胸の内を語り始める。彼はこれまで10年に亘って実の父親のように無私な態度で、何の見返りも求めず彼女を指導し、一流のピアニストに育て上げた。そして、フランチェスカは自分にとって宝なのだから、フランチェスカを失いたくない。結婚する気もないマックスと別れて、アメリカでの演奏旅行に行こうと言う（穏やかな幸福感を湛えた曲調に合わせてニコラスによる長大な台詞が語られるが、語調は穏やかに始まり、徐々に興奮し激しい怒りに到達する様子が対照的に表現される）。フランチェスカは彼を拒絶すると、ニコラスは杖をピアノに叩きつけて、癇癪を起す。フランチェスカは恐怖に怯えて、悲鳴を上げて逃げ出してしまう。
マックスとフランチェスカは着の身着のままで、車をとばし旅立つが、マックスは事故を起こしてしまう。フランチェスカは骨折はしなかったものの、手に火傷を負い、もうピアノを弾けないものと思い込み、病院から逃げ出し、川へ身投げしたのだった。
ラーセン博士は彼女の潜在意識が壁となって、彼女の完全な回復を妨げていると考えた。そこで、彼女の潜在意識の壁を崩せれば、治療が可能になると結論を導き出した。彼はフランチェスカが愛する音楽の力を借りることで解決できると考え、彼女にピアノを演奏させることができれば、彼女を回復させることができると確信する。そして、彼女がかつて録音したレコードを彼女に聴かせる。ラーセン博士の思惑通りに、フランチェスカは『悲愴ソナタ』をレコードに合わせて弾き始めるが、やがてニコラスの怒りが彼女の脳裏にトラウマのように現れ、彼女は悲鳴を上げてしまう。ラーセン博士の治療が頓挫すると、マックスは彼女を連れ出し、病院を退院させてしまう。ラーセン博士はこのように早まって思慮深さを欠いた行為に出るべきではないと諭すが、マックスは聞く耳を持たない。マックスは彼女と結婚すると言う。
ラーセン博士は後見人の立場であるニコラスに助力を求めに行く。そして、治療を進めるうえで必要な情報を教えて欲しいと頼む。ラーセン博士が『悲愴ソナタ』のレコードをかけると、ニコラスは急に癇癪を起して、レコードを叩き割ってしまう。これを見たラーセン博士はニコラスが如何に彼女に強大な影響力を持っていたか、また、ニコラスの彼女への思いの強さも一瞬にして見破ってしまう。博士は礼を言って立ち去る。
ニコラスはマックスの家に突然、立ち寄るとマックスがやって来る前にフランチェスカに話しかける。彼はマックスが治療を続けさせたたくないのは分かる。君が回復すれば、恐らく彼は君を失うことになるだろうから、と言う。さらに、君は過去に引きずられず、将来を見るべきだ、君の手は必ず治ると言うが、フランチェスカは「二度とピアノは弾けないだろう」と言う。ニコラスは「何も恐れる必要はない。ラーセン博士なら必ず君を治せる」と言う。フランチェスカはそれに同意する。この会話を聞いていたマックスはラーセン博士に電話し、治療を再開させることにする。
ラーセン博士はピーターに会い、近況を聞くと、フランチェスカに会って欲しいと頼む。そして、ニコラス、マックス、ピーターの3人を同じ部屋で待機させる。ラーセン博士は治療が完全に終了し、彼女は全快したと言う。そして、フランチェスカに本当に彼女が求める男性を選ばせる。自信のないニコラスは先に部屋を退出するが、フランチェスカはニコラスのいる部屋のドアを開けると、彼の胸に飛び込むのだった。